# Vorläufergas
Ein Vorläufergas (englisch precursor gas, auch im Deutschen oft als Precursorgas bezeichnet) ist ein gasförmiger Ausgangsstoff, der durch chemische Reaktionen mit den Bestandteilen der Luft Feinstaub oder andere Schadstoffe bildet und damit neben Abgasen und Reifenabrieb zu einem erheblichen Teil zu deren Aufkommen beiträgt.
In der Luft vorhandene Schadstoffe können sich mit Vorläufergasen zu sekundären Schadstoff-Teilchen verbinden. Diese Verbindung kann mechanisch (Nukleation) oder chemisch (Kondensation) erfolgen. Aus den direkt von einer Quelle ausgestoßenen Schadstoffen entstehen dadurch andere, neue Schadstoffteilchen. Die Herkunft der in der Atemluft gemessenen Schadstoffe ist dadurch nicht mehr unmittelbar nachvollziehbar.
Vorläufergase können über größere Entfernungen transportiert werden. Wenn es zu einer Belastung durch Feinstaub bzw. bodennahes Ozon kommt, wirken lokale Maßnahmen wie etwa städtische Fahrverbote deshalb kaum auf die Vorläufergase.
Synonyme zu Vorläufergasen sind Vorläuferquelle, Vorläuferstoffe und Vorläufersubstanzen.

## Vorläufergase von Feinstaub

### Spezies
Die wichtigsten Spezies der Vorläufergase von Feinstaub sind
- Schwefeldioxid (SO2)
- Stickoxide (NOx)
- Ammoniak (NH3)
- Flüchtige organische Verbindungen (volatile organic compounds - VOC)[7]

Da Methan ein Vorläuferstoff des bodennahen Ozons ist, werden häufig nicht VOC, sondern NMVOC (non methane volatile organic compounds: flüchtige organische Verbindungen mit Ausnahme von Methan) als Vorläufergas von Feinstaub aufgeführt.
Die für die Feinstaub-Bildung relevanten Vorläufergase sind hauptsächlich anthropogen bedingt.

### Entstehung
- Schwefeldioxid und Stickoxide entstehen aus Verbrennungsprozessen.
- Ammoniak entsteht aus der Landwirtschaft (Düngung und Tierhaltung).[10]
- Flüchtige Kohlenwasserstoffe entstehen in Wäldern und Nutzpflanzen, aber auch in Verbrennungsprozessen.[11]

Die Deutsche Umwelthilfe (DUH) schätzt, dass zwei Drittel des Feinstaubs aus Vorläufergasen gebildet werden. In Westeuropa wären Ammoniumnitrate aus der Reaktion von Ammoniak und Salpetersäure der hauptsächliche Ursprung von Feinstaub in der städtischen Luft.

## Vorläufergase von bodennahem Ozon

### Spezies
- hauptsächlich Stickstoffoxide
- flüchtige organische Verbindungen[13]
- Methan
- Kohlenstoffmonoxid[14]

### Entstehung
- Etwa die Hälfte der Stickstoffoxide kommt aus dem Verkehrsbereich, vornehmlich dem Straßenverkehr, der restliche Anteil überwiegend aus Feuerungsanlagen.
- Flüchtige organische Stoffe werden zu etwa der Hälfte bei der Verwendung von Lösemitteln freigesetzt.[13]

## Vorläufergase der Ozonschicht in höheren Luftschichten

### Spezies
- Stickoxide (NOx)
- Kohlenmonoxid (CO)
- Flüchtige organische Verbindungen[15]

### Entstehung
Der Ausstoß von Ozon-Vorläufergasen wird stark durch menschliche Aktivitäten beeinflusst.